# 레다

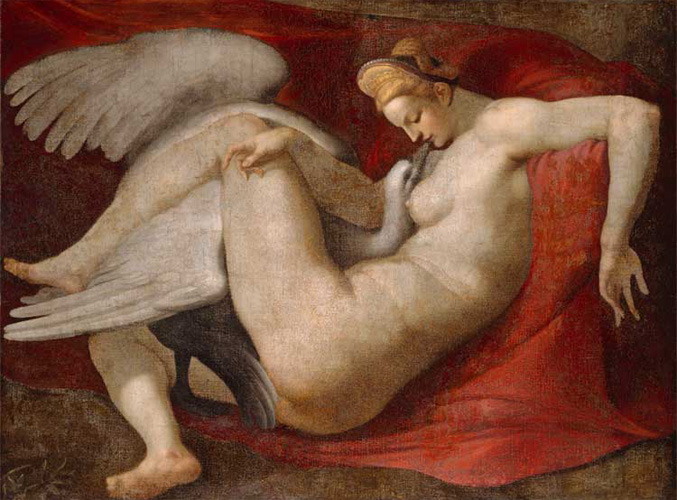
레다와 백조, 미켈란젤로의 소실된 그림의 16세기 복원판.

레다(그리스어: Λήδα)는 그리스 신화의 인물로 아이톨리아의 왕 테스티우스의 딸이며 스파르타의 왕 틴다레오스의 아내이다. 헬레네, 클리타임네스트라, 카스토르, 폴리데우케스의 어머니였다.
제우스는 레다의 아름다움에 반했다. 그녀와의 교합을 노리던 제우스는 독수리에게 쫓기는 백조로 변해서 레다의 품에 안겼고 그녀와 교합하는데 성공했다. 제우스와 동침한 그 날 레다는 남편 틴다레오스와도 동침했는데 나중에 알을 두개 낳았다고 한다. 그 알에서 헬레네, 클리타임네스트라, 카스토르, 폴리데우케스가 태어났는데 이들중 누가 제우스의 자식인지, 누가 틴다레오스의 자식인지 또 누가 알에서 태어났는지는 분명하지 않으며 전승에 따라 다르다.
또 다른 일설에는 헬레네는 백조로 변신한 제우스가 네메시스에게 임신시켜서 낳은 딸인데 백조의 알로 태어나 레다가 데려다 길렀다고도 한다.
레다와 백조의 전설은 고대로부터 수많은 예술작품의 모티브가 되었고 특히 르네상스 시대에 많이 사용되었다.